# かのうかりん
かのうかりん（1983年 - ）は愛媛県今治市出身の絵本作家である。愛媛県立今治西高等学校・東京造形大学彫刻科卒。本名は加納果林。

## 概要
- 自然や生き物などをテーマに、アクリル絵の具で絵を描き、彫刻・絵本を手掛ける。2005年（平成17年）に大学在学中に「きんのおるがん」を発表、2009年（平成21年）に出身地の今治市のギャラリーカフェ「A・Calinbell」をオープン。
- 作画を担当した「きみがおしえてくれた。」(新日本出版社/文:今西乃子)2013年でけんぶち絵本の里大賞びばからす賞を受賞。
- 「いろんなおめん」で、第７回・フジテレビＢｅ絵本大賞入賞。2013年

- ボローニャ国際絵本原画展が主催する企画展「Spotlight on Reading」に絵が選出・展示される。2014年（主催:ボローニャブックフェア、ジャンニーニ・ストッパー二書店）

- 神奈川県横浜市出身で、松山市在住の作家早見和真が、2018年（平成30年）4月から愛媛新聞の毎週土曜日に連載され、話題になった「かなしきデブ猫ちゃん」のイラストを担当[3][4]、2019年（平成31年）3月に愛媛県庁を訪れ、中村時広知事に絵本の完成を報告した[5]。
- 元今治明徳短期大学非常勤講師で、2019年までロサンゼルスに在米、現在は千葉県に在住[5]。

## 作品
作と画
- 「きんのおるがん」(2005年、CalinBell）
- 「もりのじゅうたん」(2006年、CalinBell、「加納果林」名義）
- 「蝕す惑星」(2008年、CalinBell、「加納果林」名義）
- 「そらのワルツ」(2008年、CalinBell、「加納果林」名義）
- 「こたつさん」(2010年、CalinBell、「加納果林」名義)
- 「ぞうのたまご」(2012年、CalinBell、「加納果林」名義)

- 「きみがおしえてくれた。」(2013年、新日本出版社、文:今西乃子　絵:加納果林)
- 「いろんなおめん」(2013年、フジテレビKIDS・BOOKOFF、作・絵:加納果林)
- 「おやすみ おやすみ　みんな おやすみ」（2017年、金の星社、作・絵:かのうかりん）
- 「かなしきデブ猫ちゃん」(2019年、愛媛新聞社 集英社文庫、文:早見和真 絵:

かのうかりん）
- 「どろぼうねこのおやぶんさん」(2020年、文芸社 文：小松申尚　絵：かのうかりん)